# Iranoleon tigridis
Iranoleon tigridis is een insect uit de familie van de mierenleeuwen (Myrmeleontidae), die tot de orde netvleugeligen (Neuroptera) behoort. 
Iranoleon tigridis is voor het eerst wetenschappelijk beschreven door Hölzel in 1972.